# Martin Dusl
Martin Dusl (10. prosince 1847 Beroun – 5. července 1908 Praha) byl český podnikatel, mecenáš a také amatérský geolog a paleontolog. Zabýval se mj. geologickým výzkumem oblasti tzv. Barrandovské desky, jihozápadně od Prahy. Byl stavebníkem tzv. Duslovy vily, která se později stala sídlem berounské Městské knihovny a muzea.

## Život

### Mládí
Narodil se v Berouně ve středních Čechách jako nejmladší syn do rodiny podnikatele Antonína Dusla a jeho manželky. Otec Antonín byl podílníkem na pile a provozoval obchod se dřevem, v roce 1852 zakoupil dům v tehdejší Karlově ulici nad severním okrajem vnitřního města, kde rodina následně žila. Martin vystudoval gymnázium a obchodní školu v Praze, nejprve se věnoval podnikání ve stavebnictví, následně pak pracoval v rodinném podniku. 

### Podnikání

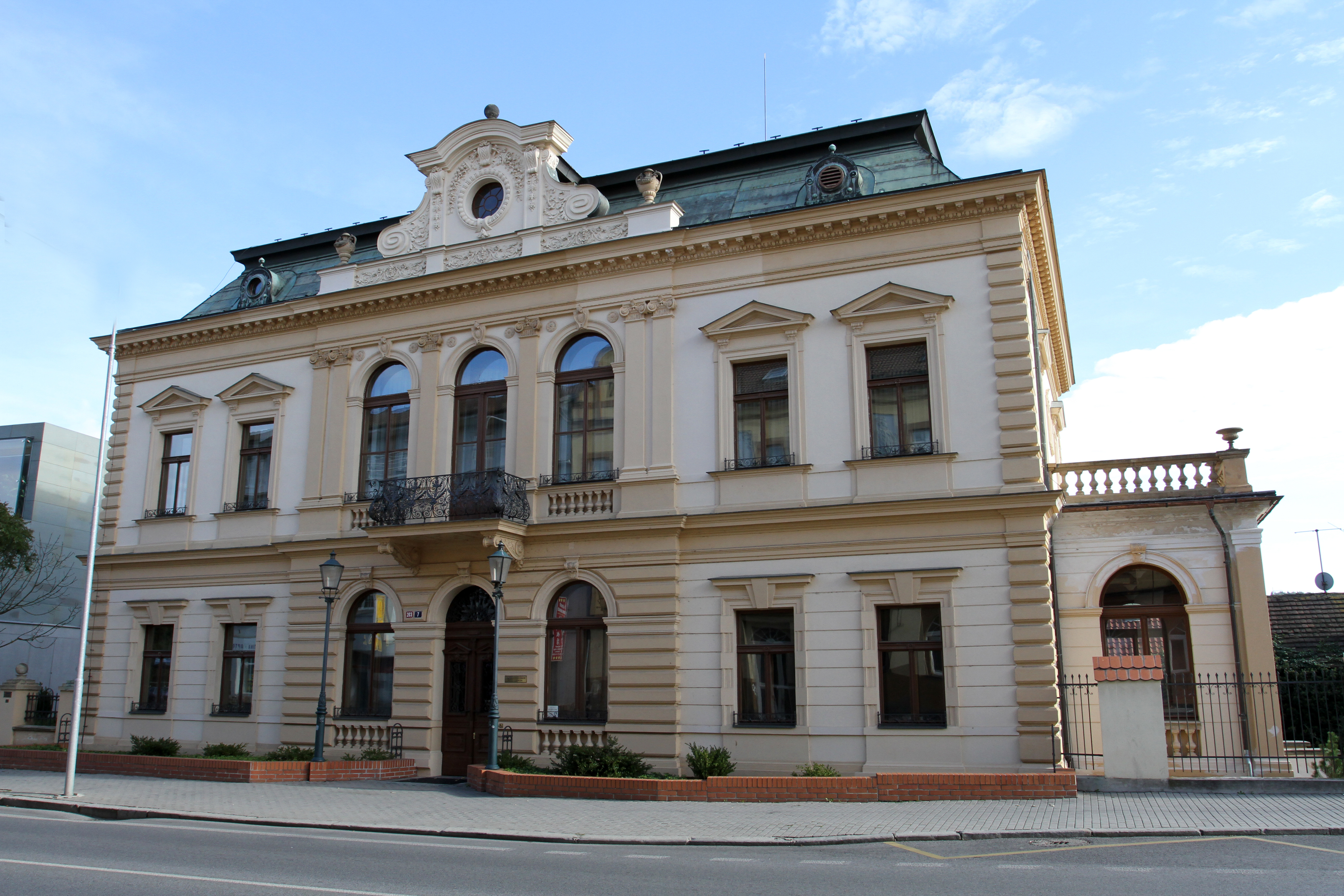
Duslova vila v Berouně z roku 1890

Poté, co jeho vedení převzal, firmu rozšířil, zejména o výstavbu velké parní pily, a stal se významným výrobcem parket a dalších výrobků ze dřeva. Firma se následně stala mj. jedním z největších výrobců parket, v českých zemích, její parketárna vyrobila ročně 25 tisíc metrů čtverečních parket. Na konci osmdesátých let 19. století si nechal postavit novou reprezentativní rezidenci vedle otcova domu, později známou jako Duslova vila. Stavba domu byla provedena v roce 1890 podle návrhu architekta Antonína Wiehla. Byl též významným mecenášem a podporovatelem řady městských spolků. 

### Geolog a paleontolog
Byl vášnivým amatérským paleontologem, který spolupracoval s Joachimem Barrandem při jeho průzkumech geologicky zajímavé lokality tzv, Barrandienu. Nashromáždil rozsáhlou sbírku zkamenělin a fosilních pozůstatků, kterou seřadil a přetvořil v soukromé muzeum. Nemálo těchto originálů si Barrande ze sbírky vypůjčil, aby mohly být vyobrazeny v jeho epochálním díle Systéme silurie. Zejména exempláře sebrané Duslem v Srbsku u Berounky poskytly materiál také říšskému geologu Šturovi při tvorbě díla o nejstarších památkách rostlinných z nejvyšších pásem českého siluru. Byl znalcem kraje a opakovaně zde prováděl návštěvy geologů, mj. z Velké Británie či Francie. 

### Úmrtí
Martin Dusl zemřel 5. července 1908 v Praze ve věku 60 let. Pohřben byl v rodinné hrobce na zdejším městském hřbitově sv. Václava.
Od roku 1924 je Duslova vila majetkem města Beroun. Do roku 1965 zde sídlilo Muzeum v Berouně a Okresní archiv v Berouně. Poté zde do roku 2002 byla umístěna městská knihovna.

### Literarura
- Humoristické listy: Archiv českého rozmaru a vtipu. Praha: Josef Richard Vilímek, 23.7.1886, 28(30), s. 248. ISSN 1802-7210. Dostupné online